# 단딘
단딘(Daṇḍin)은 고대 인도의 전기(傳奇)소설 작가·시론학자이다. 전기·연대 모두 분명치 않다. 산문으로 된 전기 소설 <10명의 왕자 이야기>를 통해 비범한 문재(文才)를 보여 산스크리트 문학의 신분야를 개척하고, 또한 시론학 저서 <카비야달샤>를 발표하여, 시론·수사학의 발달에 공헌하였다.

## 참고 문헌
- 이 문서에는 다음커뮤니케이션(현 카카오)에서 GFDL 또는 CC-SA 라이선스로 배포한 글로벌 세계대백과사전의 내용을 기초로 작성된 글이 포함되어 있습니다.